# Basilan (prowincja)

Prowincja Basilan na mapie Filipin

Basilan – prowincja na Filipinach, położona na wyspie Basilan.
Basilan jest wyspiarską prowincją Filipin w Autonomicznym Regionie Bangsamoro, która jako największa i najbardziej wysunięta na północ z głównych wysp archipelagu Sulu. Położona jest tuż przy południowym wybrzeżu geograficznego półwyspu Zamboanga. Powierzchnia:  1,134 km². Liczba ludności: 346 579 mieszkańców (2015). Gęstość zaludnienia wynosi 341.0 mieszk./km². Stolicą prowincji jest Lamitan.